# Andorinha Sport Club
Andorinha Sport Club és un club de futbol que juga al Campionat de São Tomé i Príncipe de futbol. L'equip es troba al barri de Ponta Mina, prop de Praia Cruz, a l'illa de São Tomé, São Tomé i Príncipe.

## Història
El club va ser fundat el 1931 i és un dels clubs esportius més antics del país. Va guanyar el seu primer títol colonial en 1938, el 1970, Andorinha va guanyar cinc títols provincials, l'últim títol provincial el 1973, dos anys abans que São Tomé i Príncipe obtingués la independència. El 1984 va guanyar el seu primer títol després de la independència i és el quart equip de la història a fer-ho i és l'únic títol guanyat per l'equip.
El 1981, el club va celebrar el seu 50 aniversari, el 2006 va celebrar el seu 75 aniversari de fundació. Fou privat de continuar a la Primera Divisió de l'illa el 2010, el club va competir en la segona divisió entre el 2011 i el 2014 fins que fou privat de continuar-hi després d'ocupar els dos últims llocs i des de 2015, Andorinha competeix en tercera divisió.

## Estadi
Juga a l'Estádio Nacional 12 de Julho, que comparteix amb els clubs Sporting Praia Cruz, Aliança Nacional, i Vitória Riboque.

## Honors
- Campionat de São Tomé i Príncipe de futbol: 8

Before independence: 7
1938, 1965, 1967, 1968, 1968/69, 1970, 1973
Des de la independencia: 1
1984
- Taça Nacional de São Tomé e Príncipe: 3
  - Abans de la independència:

1960, 1964, 1970
- Lliga de São Tomé de futbol: 8

Abans de la independència: 7
1938, 1965, 1967, 1968, 1968/69, 1970, 1973
Després de la independència: 1
1984